# Miloslava Misáková
Miloslava Misáková-Čamková (25. února 1922, Mokrá-Horákov – 1. července 2015 Praha) byla česká sportovní gymnastka. Na letních olympijských hrách 1948 v Londýně byla členkou vítězného Československého družstva, které získalo zlaté medaile v gymnastice. 
Vedoucími tohoto družstva byly Marie Provazníková a Vlasta Děkanová. Sestavu s Miloslavou Misákovou dále tvořily Zdeňka Honsová, Věra Růžičková (původně náhradnice), Božena Srncová, Milena Müllerová, Zdeňka Veřmiřovská, Olga Šilhánová, Marie Kovářová a Miloslavina sestra Eliška.
Sestra Eliška ale do bojů nezasáhla, protože onemocněla tehdy neléčitelnou dětskou obrnou. Ráno, den po úspěchu přítelkyň, Eliška zemřela a ve Velké Británií bylo její tělo i zpopelněno. Při slavnostním vyhlášení vítězů byla československá vlajka olemována černou stuhou. O této tragické události, i o přípravách a samotném průběhu gymnastické soutěže žen na londýnské olympiádě natočil režisér Miroslav Kačor v roce 2012 dokument Zlato pro Elišku, v němž hovořila i Miloslava. Za vítězství sportovkyně získaly i gramorádio.
O úspěchu gymnastek se podle slov Věry Růžičkové později moc nemluvilo a nepsalo také proto, že jejich vedoucí Marie Provazníková ihned po olympiádě volila emigraci a pro komunisty tak byla zrádkyní.
Oba rodiče sester Misákových již byly v roce 1948 po smrti. Miloslava měla kromě sestry Elišky ještě druhou sestru Marii. Byl to právě Mariin manžel-pilot, který gymnastky přepravil po olympiádě z Londýna do Československa. V mládí byla členkou Sokola Brno I. Po studiu na gymnáziu vystudovala jazykovou školu v Brně. Provdala se za Ing. Miroslava Čamka a měli spolu dceru Alenku a syna Mirka. Pracovala jako zahraniční korespondentka. V šedesátých letech se na čas vrátila ke gymnastice a s Marií Větrovskou-Šimkovou v Praze trénovaly začínající sportovní gymnastky.